# Afromorgus verrucosus
Afromorgus verrucosus is een keversoort uit de familie beenderknagers (Trogidae). De wetenschappelijke naam van de soort is voor het eerst geldig gepubliceerd in 1856 door Reiche.